# Хондоносето
Хондоносето (яп. 本渡瀬戸 хондо-сэто) — пролив в Японии между островами Симосима и Камисима (префектура Кумамото) у острова Кюсю, соединяет заливы Яцусиро и Ариаке (залив Симабара).
Длина пролива 3,3 км, ширина составляет 100—300 м (50 м), глубина — 4,5 м.
Пролив является кратчайшим морским путём, соединяющим Яцусиро и Ариаке, но ранее он сильно мелел во время отлива, и его можно было перейти вброд. В 1954 году по просьбам местных жителей начались работы по углублению и расширению пролива, и в 1961 году его глубина достигла 3 м, а ширина — 30 м. Из-за увеличения объёма водного транспорта и тоннажа кораблей в последующие годы пролив неоднократно расширяли, углубляли и укрепляли. По состоянию на конец XX века через него могли проходить корабли водоизмещением 700 тонн.
Чтобы водное и наземное движение не мешали друг другу, в 1974 году был открыт мост Амакуса-сэто-охаси, высота центрального пролёта которого составляет 17 м во время прилива. Он заменил более ранние разводные мосты. Для пешеходов в 1977 году был открыт поднимающийся мост Хондосэто-ходокё (яп. 本渡瀬戸歩道橋), прозванный «Красным мостом».